# Provence (thiết giáp hạm Pháp)
Provence là một thiết giáp hạm thuộc lớp Bretagne của Hải quân Pháp, được đặt tên theo khu vực hành chính Provence của nước Pháp, và đã phục vụ tại Địa Trung Hải trong cả Chiến tranh thế giới thứ nhất lẫn thứ hai. Nó bị hư hại khi bị Hạm đội Anh tấn công năm 1940, được sửa chữa nhưng lại mất trong vụ Đánh đắm Hạm đội Pháp tại Toulon vào năm 1942.

## Thiết kế và chế tạo
Provence  được chế tạo tại Xưởng vũ khí Lorient, được đặt lườn vào ngày 1 tháng 5 năm 1912 và hạ thủy vào ngày 20 tháng 4 năm 1913. Nó được hoàn tất vào tháng 6 năm 1915. Giống như các tàu chị em, Provence được trang bị dàn pháo chính kiểu hải pháo 340 mm/45 Modèle 1912 mới, nguyên của lớp thiết giáp hạm Normandie bị hủy bỏ, gồm mười khẩu bố trí trên những tháp pháo đôi: hai phía trước và hai phía sau trên trục giữa bắn thượng tầng, và một tháp pháo giữa tàu có thể bắn qua cả hai phía mạn tàu.

## Lịch sử hoạt động
Provence đã phục vụ cùng với các tàu chị em cùng lớp tại Địa Trung Hải trong cả hai cuộc thế chiến. Nó bị hư hại bởi hỏa lực pháo của Hạm đội Hải quân Hoàng gia Anh trong sự kiện Tiêu diệt Hạm đội Pháp tại Mers-el-Kebir ngày 3 tháng 7 năm 1940, buộc phải mắc cạn để không bị ngập nước. Sau đó nó đi đến Toulon để được sửa chữa, nhưng lại bị đánh đắm vào ngày 27 tháng 11 năm 1942 trong vụ Đánh đắm Hạm đội Pháp tại Toulon để ngăn nó khỏi rơi vào tay Đức Quốc xã.
Provence được Đức cho nổi trở lại vào ngày 11 tháng 7 năm 1943. Các khẩu pháo chính 340 mm (13,4 inch) được tháo dỡ để sử dụng như pháo phòng thủ bờ biển tại "Big Willie": một pháo đài được gia cố vững chắc tại Saint-Mandrier-sur-Mer. Hòn đảo này nằm chắn ngay lối ra vào cảng Toulon, và với một tầm bắn lên đến 22 dặm, pháo đài này kiểm soát mọi con đường tiếp cận cảng. Ngoài ra, các khẩu pháo còn được tăng cường những tấm giáp nặng gắn vào bờ đá của hòn đảo. Vào năm 1944, "Big Willie" đối đầu với nhiều tàu chiến hạng nặng Đồng Minh, trong đó có cả con tàu chị em với Provence là Lorraine, và sau nhiều ngày đấu pháo tay đôi, cuối cùng nó cũng im tiếng.
Sau Ngày D năm 1944, Provence lại bị đánh đắm như một tàu ụ cản; và đến tháng 4 năm 1949 nó được trục vớt và bị tháo dỡ.

## Những hình ảnh

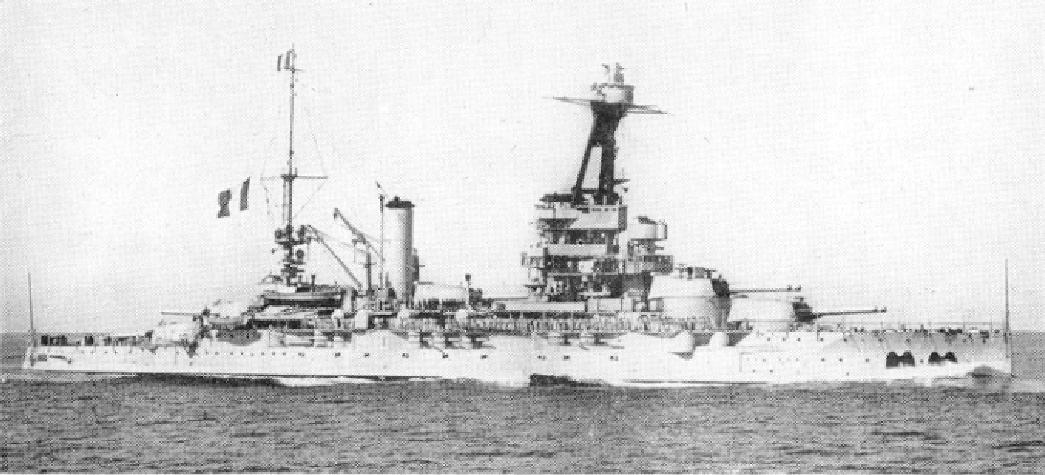
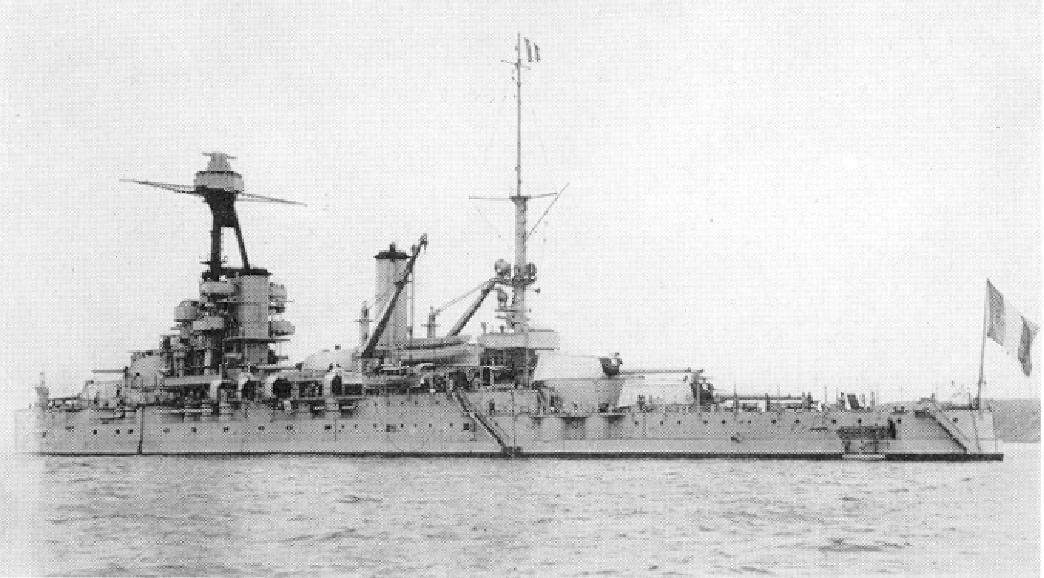
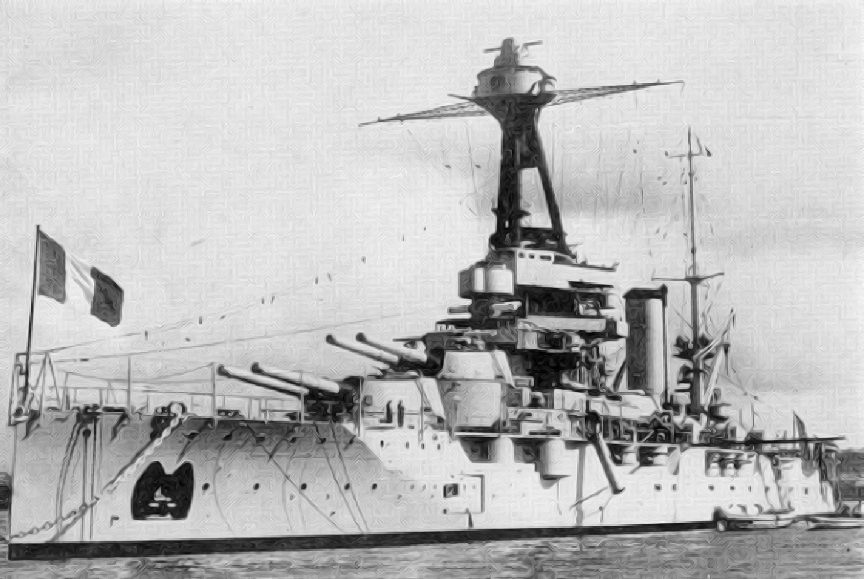